# Siria
La Siria (in arabo سوريا‎, Sūriya), ufficialmente Repubblica Araba di Siria (in arabo الجمهورية العربية السورية‎, al-Jumhūriyya al-ʿArabiyya al-Sūriyya), è uno Stato del Medio Oriente affacciato al mar Mediterraneo. Confina a nord con la Turchia, a est con l'Iraq, a sud con la Giordania e a ovest con Israele e Libano. La capitale è Damasco.
Storicamente per "Siria" ci si riferiva all'omonima regione storica, che coincide con il Levante. La Siria vide sorgere sul suo territorio numerosi regni e civiltà, tra i quali la civiltà eblaita; il territorio fu poi soggetto al dominio di numerose civiltà, tra le quali assiri, babilonesi, romani, bizantini, arabi, crociati e ottomani; Damasco fu sede del califfato omayyade e capitale provinciale del sultanato mamelucco. In seguito alla prima guerra mondiale il territorio siriano venne inglobato nel Mandato francese della Siria e del Libano. Lo Stato siriano moderno venne fondato nel 1945, quando la Repubblica di Siria divenne membro fondatore delle Nazioni Unite. Tra il 1958 e il 1961 la Siria fece parte insieme all'Egitto della Repubblica Araba Unita. A partire dal 1963 il partito Ba'th mantenne il potere e dal 1970 la presidenza venne mantenuta dalla famiglia al-Asad. A partire dal 2011 il paese entrò in uno stato di guerra civile, che portò nel dicembre 2024 alla caduta del regime della famiglia al-Asad ed alla formazione di un governo di transizione.
Morfologicamente eterogeneo, il territorio siriano è attraversato da fertili pianure, alti rilievi montuosi e deserti. La lingua ufficiale del paese è quella araba. La popolazione è per la grande maggioranza costituita da arabi, mentre i curdi, i turcomanni, gli armeni, i circassi e gli assiri costituiscono significative minoranze. L'islam in Siria rappresenta la religione maggioritaria ed è scisso in varie correnti, tra le quali i sunniti sono il gruppo principale, seguiti dagli alauiti, dai duodecimani e dagli ismailiti, oltre che dai drusi. Un decimo della popolazione è costituito da cristiani, prevalentemente greco-ortodossi, greco-cattolici melchiti e siro-ortodossi.

## Etimologia
Diverse fonti indicano che il nome Siria derivi dal termine Luvio "Sura/i" dell'VIII secolo a.C. derivato dal greco antico: Σύριοι, Sýrioi o Σύροι, Sýroi, entrambi originariamente derivati da Aššūrāyu (Assiria) nella Mesopotamia settentrionale. Tuttavia, dall'Impero seleucide (323-150 a.C.), questo termine fu applicato anche al Levante, e da questo punto i Greci applicarono il termine senza distinzioni tra gli Assiri di Mesopotamia e gli Aramei del Levante. L'opinione accademica moderna favorisce fortemente l'argomento secondo cui la parola greca è correlata ad Ἀσσυρία, Assyria, in definitiva derivato dal accadico Aššur. Il nome greco sembra corrispondere al fenicio ʾšr "Assur", ʾšrym "Assiri", registrati nell'iscrizione di Çineköy dell'VIII secolo a.C. Un tempo era diffusa anche la forma Sorìa, presa dal nome arabo del paese. Oggi di questa forma rimane traccia solo nella denominazione del gatto soriano.
L'area designata dalla parola è cambiata nel tempo. Classicamente, la Siria si trova all'estremità orientale del Mediterraneo, tra la penisola arabica a sud e l'Anatolia a nord, si estende verso l'interno per includere parti dell'Iraq e ha un confine incerto a nord-est che Plinio il Vecchio descrive come includente, da ovest a est, Commagene, Sofene e Adiabene.
Al tempo di Plinio, tuttavia, questa più ampia Siria era stata divisa in diverse province sotto l'Impero romano (ma politicamente indipendenti l'una dall'altra): la Giudea, in seguito ribattezzata Palestina nel 135 d.C. (la regione corrispondente all'attuale Israele, Territori Palestinesi e Giordania) nell'estremo sud-ovest; Fenice (fondata nel 194 d.C.) corrispondente alle moderne regioni del Libano, Damasco e Homs; Celesiria a sud del fiume Nahr al-Kabir e Iraq.

## Storia
Il territorio siriano fu interessato dalla cultura mesolitica dei Natufiani, sviluppatasi intorno al X millennio a.C. e che vide forse gli inizi dell'agricoltura e alcune delle civiltà più antiche del mondo.

### Storia antica

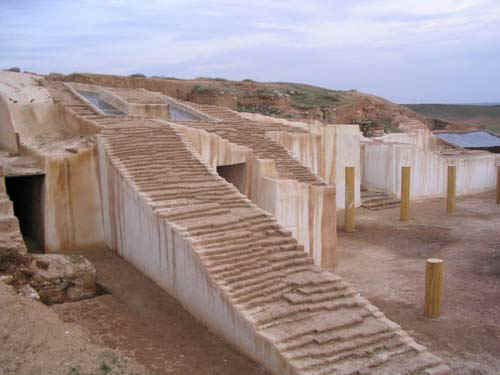
Rovine del Palazzo Reale G a Ebla

La Siria subì nell'antichità una serie di dominazioni che le consentirono di sviluppare una fiorente civiltà: Ebla ne è il più significativo esempio. Aleppo e la capitale Damasco sono tra le più antiche città abitate ininterrottamente al mondo. La regione fu influenzata direttamente prima dagli Egiziani, poi dai Babilonesi, dai Persiani, dai Macedoni e infine, a partire dalla fine del IV secolo a.C. fu sottoposta a un vigoroso processo di ellenizzazione dalla dinastia dei Seleucidi.
Il greco, lingua delle classi dirigenti e della cultura, si impose soprattutto nelle città, molte delle quali erano oltretutto di fondazione ellenica. Gli idiomi autoctoni (il siriaco, dialetto dell'aramaico, e altre parlate semitiche), continuarono tuttavia ad essere diffusi nelle zone rurali (e, in minor misura, in alcune realtà urbane) in ampie fasce di popolazione sia durante l'età seleucide che in epoca romana.

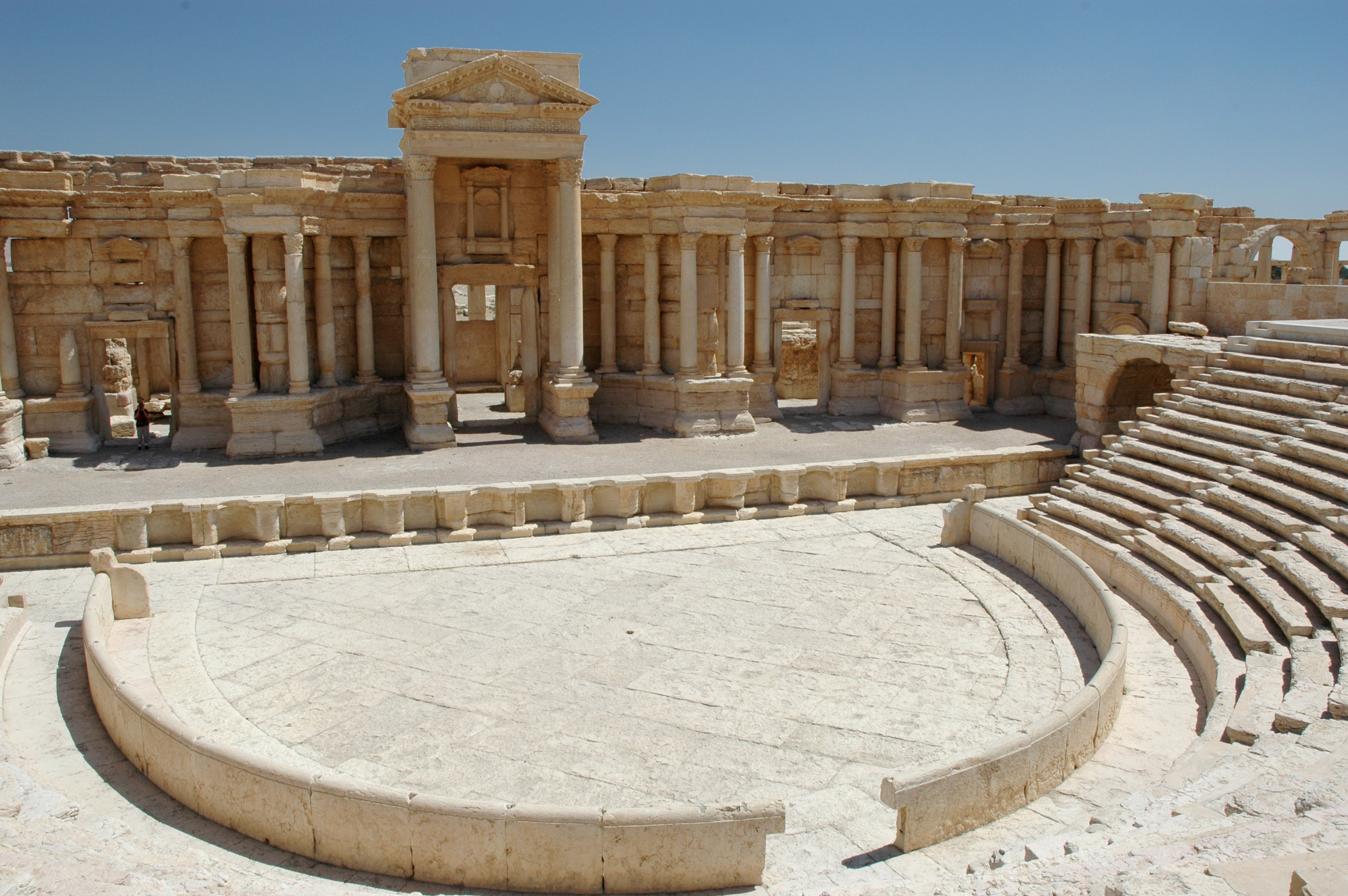
Teatro Romano a Palmira.

Questa ebbe inizio nel 64 a.C. con la conquista della regione da parte di Pompeo e si protrasse per circa sette secoli, prima nel quadro di un Impero unitario, poi come parte dell'Impero romano d'Oriente. I Romani (e i loro eredi Bizantini) ne fecero un fiorente centro del commercio internazionale con capoluogo Antiochia. Tra il 266 e il 272 ebbe vita un regno indipendente a Palmira retto da Zenobia. Nell'antichità la regione siriana (che all'epoca includeva anche l'attuale Libano, parzialmente compreso nella cosiddetta Celesiria) diede i natali a un gran numero di letterati, filosofi, storici e uomini di cultura sia di lingua greca (Posidonio, Numenio di Apamea, Luciano di Samosata, Libanio, Giovanni Crisostomo, ecc.) che, con minor frequenza, di espressione latina (fra cui Ulpiano e Ammiano Marcellino) ed aramaico-siriaca (Sant'Efrem il Siro).

### Periodo islamico

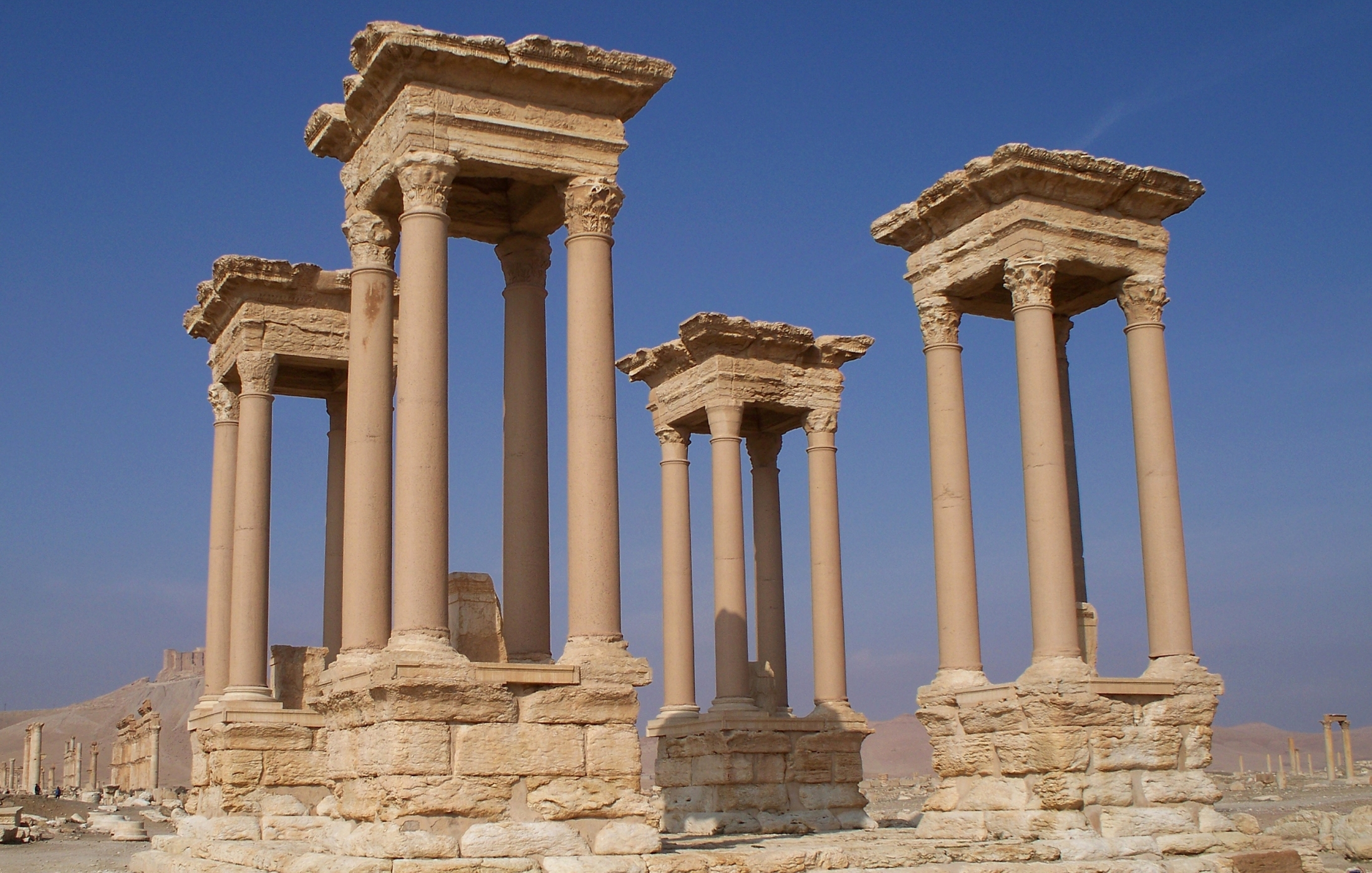
Il Tetrapylon di Palmira

Nel VII secolo la Siria venne conquistata dagli arabi e fu amministrata dalla dinastia califfale omayyade (che ne fece il centro propulsore del Califfato), che eresse a sua capitale Damasco (in cui era stato per 20 anni governatore il primo califfo Mu'awiya ibn Abi Sufyan) e successivamente dalla dinastia califfale abbaside, in parte dai Selgiuchidi e quindi dai Fatimidi, dagli Ayyubidi e dai Mamelucchi. Il paese fu coinvolto nelle Crociate e subì l'invasione dei Mongoli.

### Possedimento ottomano
Nel 1517, l'Impero ottomano conquistò la Siria. Inizialmente, il dominio ottomano non fu molto gravoso per i siriani, poiché i turchi rispettarono l'arabo come lingua dei testi sacri e Damasco fu il maggior snodo di transito per la Mecca, acquisendo valore agli occhi dei pellegrini. Dal 1864 le riforme amministrative della Tanzimat vennero applicate anche nella Siria ottomana, suddividendola in quattro province principali (vilayet). Durante la prima guerra mondiale la Siria si ribellò al giogo degli ottomani, schierati al fianco degli Imperi centrali, reclamando l'indipendenza.

### Mandato francese
Dopo un breve tentativo — stroncato dalle forze armate francesi — di dar vita a una monarchia indipendente sotto Faysal b. al-Husayn (Regno di Siria), dal 1920 al 1946 la Siria dovette sottostare a un Mandato francese assegnato dalla Lega delle Nazioni, durante il quale si alternarono rivolte, collaborazione e negoziati per la piena indipendenza.
Il 17 aprile 1936 fu firmato un trattato franco-siriano che riconosceva l'indipendenza della Repubblica della Siria, il cui primo presidente fu Hashim al-Atassi, già primo ministro con re Faysal. Il trattato tuttavia non venne ratificato e la Siria era ancora sotto il controllo francese quando scoppiò la seconda guerra mondiale.

### Indipendenza

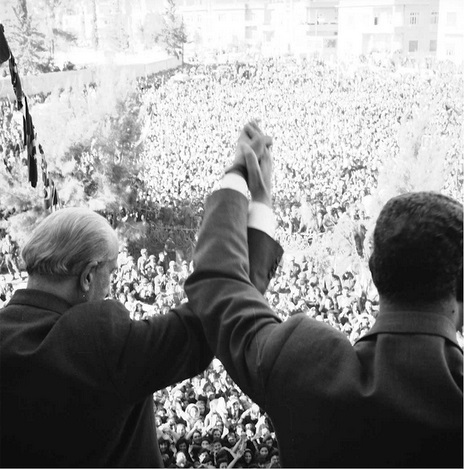
Shukrī al-Quwwatlī (a sinistra) con Nasser davanti alla folla a Damasco dopo la proclamazione della RAU, 1958

A guerra finita, nella seconda metà del maggio 1945, a Damasco dieci giorni di manifestazioni ininterrotte furono seguiti da un bombardamento di 36 ore ma, grazie alle pressioni del Regno Unito e della neonata organizzazione della Lega araba, a luglio il comando delle forze armate passò in mani siriane. L'indipendenza fu riconosciuta il 1º gennaio 1946 e le ultime truppe straniere lasciarono la Siria il 17 aprile 1946. Il primo Presidente della repubblica indipendente venne eletto nella persona del veterano nazionalista Shukri al-Quwwatli.
A seguito dell'indipendenza si ebbe un periodo d'instabilità, costellato da numerosi cambi di governo e tredici colpi di Stato, il primo dei quali nel 1949 contro al-Quwwatli a seguito della sconfitta nella guerra arabo-israeliana del 1948, condotto da Husni al-Za'im, poi sostituito da Sami al-Hinnawi e quindi dal colonnello Adib al-Shishakli, che venne tuttavia rovesciato nel 1954 dallo stesso al-Quwwatli, il quale reinsediatosi alla presidenza varò una politica filo-egiziana.
Durante la crisi di Suez del 1956 fu proclamata la legge marziale e truppe siriane e irachene si schierarono in Giordania per prevenire un'invasione israeliana. A novembre dello stesso anno la Siria firmò un trattato con l'Unione Sovietica, ottenendo ampi rifornimenti militari. L'orientamento nazionalista e panarabo crebbe rapidamente finché fu decisa l'unione con l'Egitto governato dal colonnello Nasser, che sancì la nascita dell'effimera Repubblica Araba Unita (1º febbraio 1958 - 28 settembre 1961).

### Regime del Ba'th

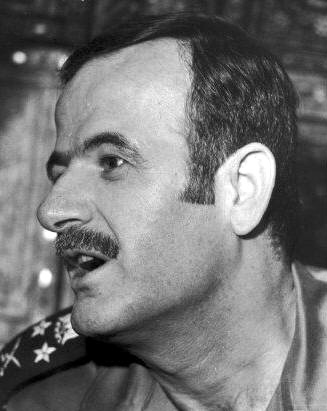
Hafiz al-Asad durante la rivoluzione correttiva del 1970

Caduta l'unione nel 1961 per un colpo di Stato dei militari siriani, l'8 marzo 1963 il partito panarabo Baʿth s'impadronì del potere; dopo un nuovo golpe militare il 23 febbraio 1966, guidato dal leader dell'ala sinistra del partito Salah Jadid, il Ba'th abbandonò la linea panaraba per una socialista e filo-sovietica. La nazionalizzazione e la riforma agraria subirono un'accelerazione che, pur scontentando la borghesia mercantile, assicurò al regime il sostegno dei piccoli contadini, principali beneficiari della distribuzione delle terre. La costruzione della diga di Tabqa sull'Eufrate, iniziata nel 1965 con l'aiuto dell'Unione Sovietica, simboleggiava l'era di progresso che i nuovi leader del Paese intendevano inaugurare. Israele ha invaso parte della Siria nella guerra dei sei giorni, e ha annesso le alture del Golan.
Con il secondo colpo di Stato (la cosiddetta "rivoluzione correttiva") interno al partito Baʿth, il 13 novembre 1970 prese la guida del paese il generale Hafiz al-Asad, leader dell'ala nazionalista. Il Baath abbandonò la linea Jadid e la sua dottrina di esportazione della rivoluzione. Ispirata dall'inflessione data al nasserismo dall'egiziano Anwar Sadat, la nuova dottrina di Al-Assad ha posto l'accento sul nazionalismo siriano, sulla resistenza a Israele e sullo sviluppo dell'esercito. Le misure di liberalizzazione economica miravano a conquistare il sostegno della borghesia commerciale urbana, duramente colpita dalle nazionalizzazioni. Il nuovo capo di Stato, eletto presidente della Repubblica in modo plebiscitario nel 1971 e più volte riconfermato, instaurò un regime dittatoriale. Per ampliare la propria base di potere, nel 1972 si formò un Fronte Nazionale Progressista, di cui il Baath rimase l'elemento centrale. L'articolo 8 della Costituzione del marzo 1973 sancisce la preminenza del partito Baath come “leader della società e dello Stato”.

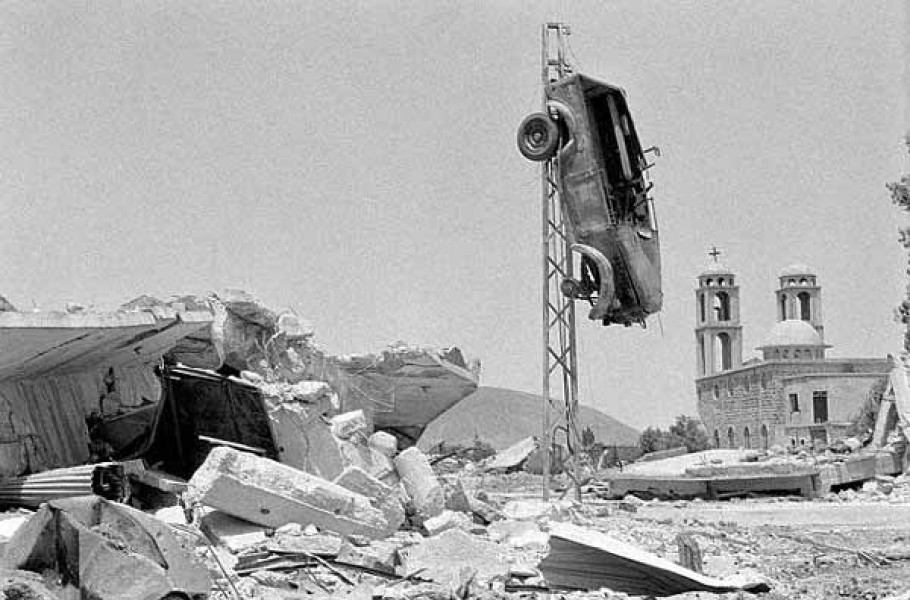
Il villaggio di Quneytra, rimasto in gran parte distrutto dopo il ritiro israeliano nel 1974

Il 6 ottobre del 1973 la Siria e l'Egitto sferrarono un attacco a sorpresa alle forze armate israeliane (guerra del Kippur), ma vennero contrastati da Israele che mantenne il controllo delle alture del Golan. Tra il 1971 e il 1977 al-Asad partecipò al tentativo di fondare una Federazione delle Repubbliche Arabe con Egitto e Libia e nel 1976 intervenne nella guerra civile libanese contro Israele e contro l'OLP di Yasser Arafat (per il quale aveva un'implacabile avversione) imponendo una sorta di protettorato siriano sul Libano ratificato nel 1991 da un trattato di cooperazione e destinato a durare sino al 2005.
Nel corso degli anni ottanta la guerra Iran-Iraq ebbe importanti riflessi sulla Siria, che prese posizione a favore dell'Iran. Ciò contribuì non poco a isolarla nel mondo arabo, dove prevalente era la preoccupazione per il rafforzamento della Rivoluzione islamica iraniana. Paradossalmente anche al-Asad dovette fare i conti con la crescita dell'integralismo islamico. I Fratelli Musulmani organizzarono vere e proprie insurrezioni di massa contro il regime laico del Ba'th, stroncate da al-Asad con una spietata repressione culminata nel massacro di Hama del 1982 (10.000-30.000 morti).
La Siria colse l'occasione per uscire dall'isolamento internazionale nel 1990, quando, dopo l'invasione irachena del Kuwait, al-Asad si schierò con la coalizione guidata dagli USA contro Saddam Hussein. Negli anni novanta al-Asad, che continuava a governare autoritariamente il Paese (nel 1991 e nel 1999 venne riconfermato presidente), intavolò trattative di pace con Israele, poi fallite. Nel giugno 2000 al-Asad morì, e il 17 luglio gli succedette il figlio ed erede designato, Bashar al-Asad. Dopo gli attentati dell'11 settembre 2001 i rapporti con l'Occidente si incrinarono e Bashār si oppose all'invasione statunitense dell'Iraq (2003). Nel 2004 i separatisti curdi insorsero nel nord del Paese, nel 2005 la Siria fu accusata del coinvolgimento nell'omicidio di Rafīq Ḥarīrī e dovette richiamare in patria le proprie truppe dal Libano.

Il presidente Bashar al-Asad nel 2004

### Guerra civile siriana e caduta del regime di Assad
Nell'ambito della primavera araba, a partire dal 2011, tutto il Paese venne coinvolto da manifestazioni popolari che chiedevano riforme politiche e in seguito la caduta del regime. Le forze governative repressero violentemente le manifestazioni; buona parte dell'opposizione armata confluì nell'Esercito Siriano Libero e la rivoluzione siriana si evolvette in pochi mesi in una guerra civile. A partire dal 2013 gruppi di opposizione fondamentalisti islamici assunsero un ruolo principale nel conflitto, emarginando l'Esercito Siriano Libero; tra questi emerse in particolare lo Stato Islamico. Nel nord-est del Paese invece una coalizione eterogenea di gruppi dette avvio a una rivoluzione parallela, che culminò nell'istituzione dell'Amministrazione Autonoma della Siria del Nord-Est. Il supporto di Russia e Iran permise al governo di ripristinare il controllo sulla maggior parte del paese, mentre le varie forze di opposizione si asserragliarono attorno a Idlib. Il conflitto generò una grave crisi umanitaria: metà della popolazione è sfollata e circa un quarto della popolazione si è rifugiata all'estero, prevalentemente nei Paesi adiacenti. Le vittime sono stimate a più di mezzo milione. La Siria è classificata all'ultimo posto nel Global Peace Index dal 2016 al 2018. Con una serie di rapide offensive nel 2024 le forze dell'opposizione riuscirono a sconfiggere il regime di al-Asad e a stabilire infine un governo di transizione composto da membri dal gruppo jihadista Tahrir al-Sham.

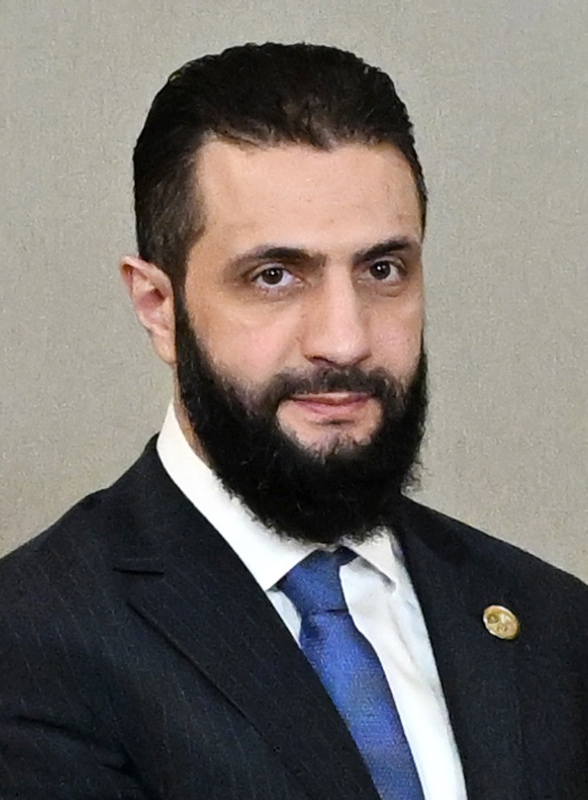
Il presidente ad interim della Siria Ahmad al-Shara'

### La Siria dopo Assad
Il 13 marzo 2025 il governo ad interim del presidente Ahmad al-Shara' ha approvato una nuova Costituzione provvisoria di durata quinquennale - che ha sostituito la Costituzione assadista del 2012 - ed è basata sulla giurisprudenza islamica ma contiene tutele alle donne, alle minoranze etno-religiose e alla libertà di stampa e di espressione.

## Geografia

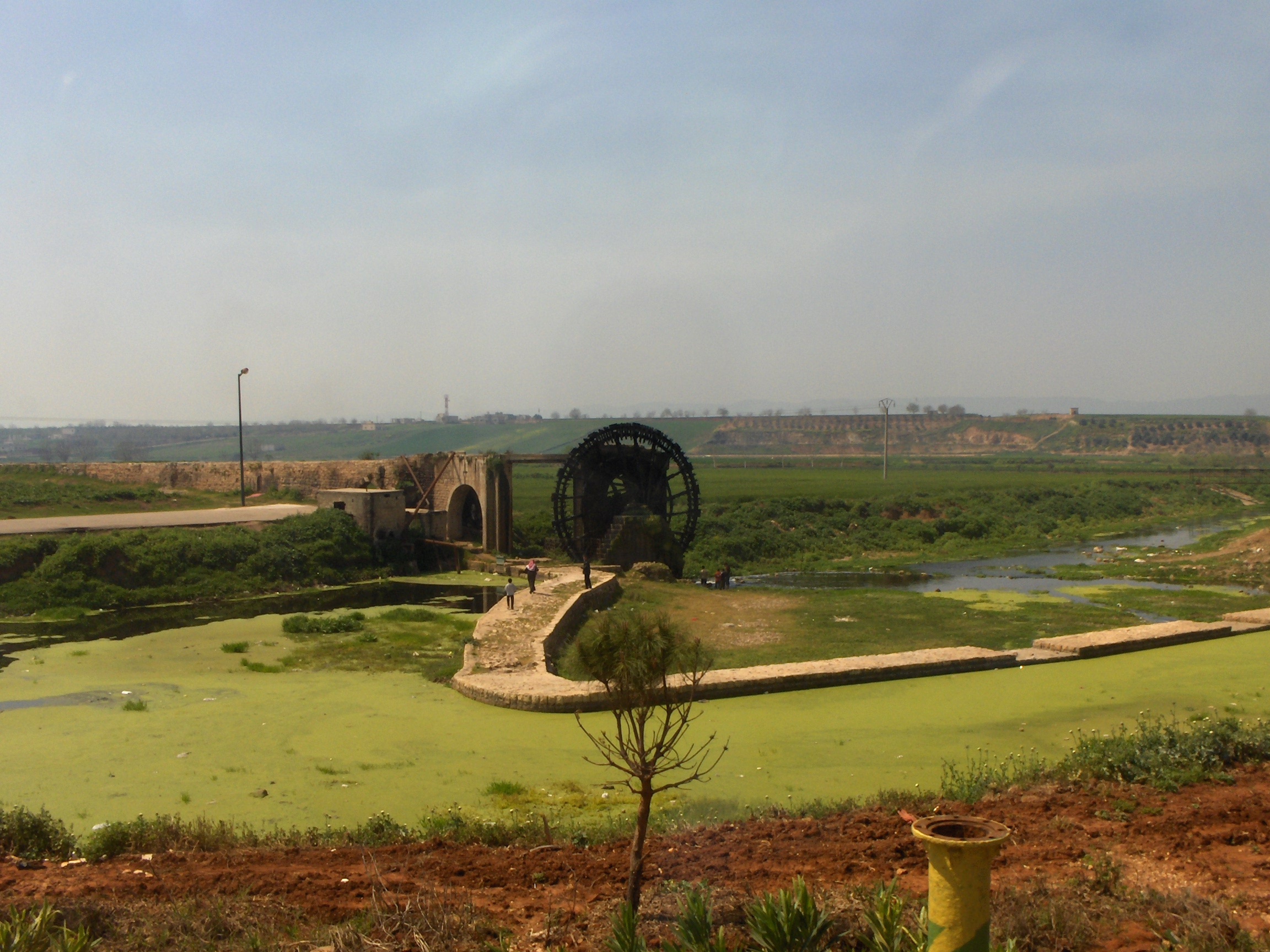
La valle dell'Oronte a sud di Apamea

La Siria confina a nord con la Turchia, a est con l'Iraq, a sud con la Giordania, a sud-ovest con Israele e il Libano, mentre a ovest è bagnata dal Mar Mediterraneo.
Il territorio siriano si estende dalle coste del Mediterraneo alle rive dell'Eufrate e presenta perciò aspetti fisici diversi. La maggior parte è caratterizzata da steppe (60.000 km²) e da deserti. Si può parlare di tre ambienti che si susseguono e si compenetrano: la costa, le catene montuose, il deserto.
La costa ha un'ampiezza modesta ed è spesso interrotta da promontori. La sua esiguità è dovuta alla presenza di una catena montuosa (Jebel Aansarîyé) a essa parallela, continuazione dei monti del Libano. Più a sud, oltre la valle dell'Oronte, il confine con il Libano corre lungo la catena dell'Antilibano (Jabal Lubnan ash Sharqi) che si eleva oltre i 2000 m. La valle dell'Oronte (Al Ghâb) è una depressione tettonica formatasi alla fine dell'era terziaria, come diretta prosecuzione di quella del Mar Morto, unitamente ad effusioni vulcaniche. A queste sono da imputare alcuni rilievi basaltici come l'isolato massiccio meridionale del Jabal ad Duruz (1800 m). Il resto del Paese è formato da una ampia porzione del tavolato arabico lievemente inclinato a nord-est verso la arida depressione mesopotamica (al Jazirah). La sezione sud-orientale del Paese costituisce infine una parte del desolato deserto siriaco (Ba-diyat ash Sha-m) esteso anche in Iraq, Giordania e Arabia Saudita.
Climi diversi si succedono passando dal mare all'interno. Nelle zone costiere prevale quello mediterraneo con modeste escursioni termiche annue e sufficiente piovosità. Modificazioni climatiche si incontrano sui rilievi con temperature inferiori e piovosità d'altitudine, ma a oriente di essi si estendono le zone a clima steppico con scarto tra inverno ed estate abbastanza elevato e con netta diminuzione di precipitazioni. Nella parte meridionale del Paese e in quella sud-orientale si hanno scarsissime piogge e alte temperature tipiche delle aree desertiche.
La rete idrografica è legata sia alle condizioni climatiche sia a quelle morfologiche. Corsi a regime torrentizio si incontrano nella zona costiera con piene invernali e forti pendenze. Nei solchi intermontani vi sono fiumi con buone portate. L'Oronte, con direzione prima verso nord e poi verso ovest, raggiunge il Mediterraneo ed è alimentato da discrete precipitazioni. Notevole importanza ha infine l'Eufrate, proveniente dai monti Tauri, che attraversa la sezione nord-orientale del Paese per un tratto di 500 km, con grosse piene nella stagione invernale e lunghi periodi di magre. Anche un breve tratto del Tigri tocca la Siria in corrispondenza del confine turco-iracheno.
Il mantello forestale è poco esteso (25%) per le condizioni climatiche e per la precoce umanizzazione del territorio. Infatti c'è stato un uso di legname nel passato che ha portato a una profonda degradazione delle coperture forestali. La vegetazione si presenta sotto forma di macchia fino ai 1000 m; di boschi caducifogli e aghifogli nelle zone montuose; di vegetazione steppica nelle aree premontane orientali.

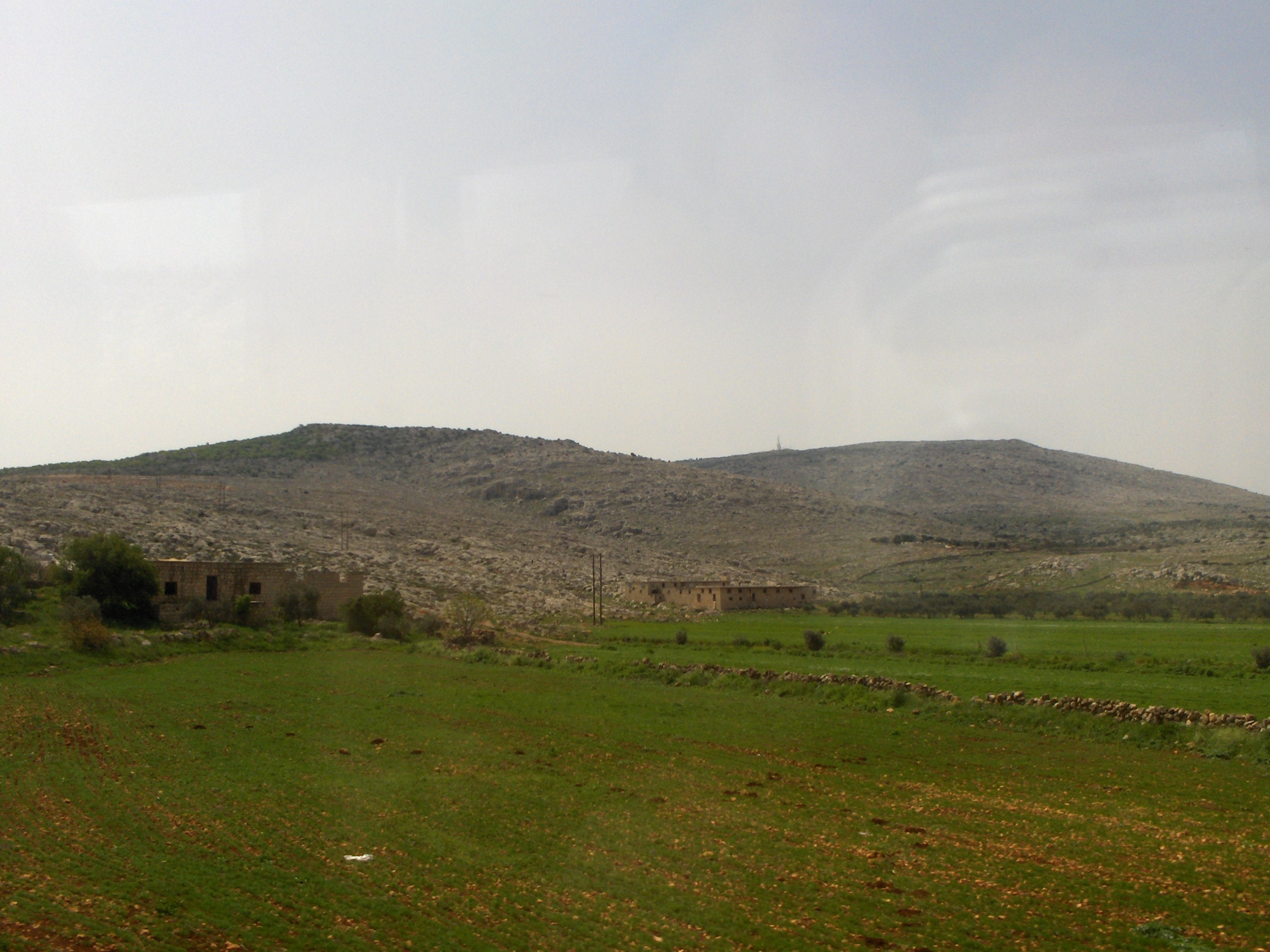
Colline a nord di Aleppo
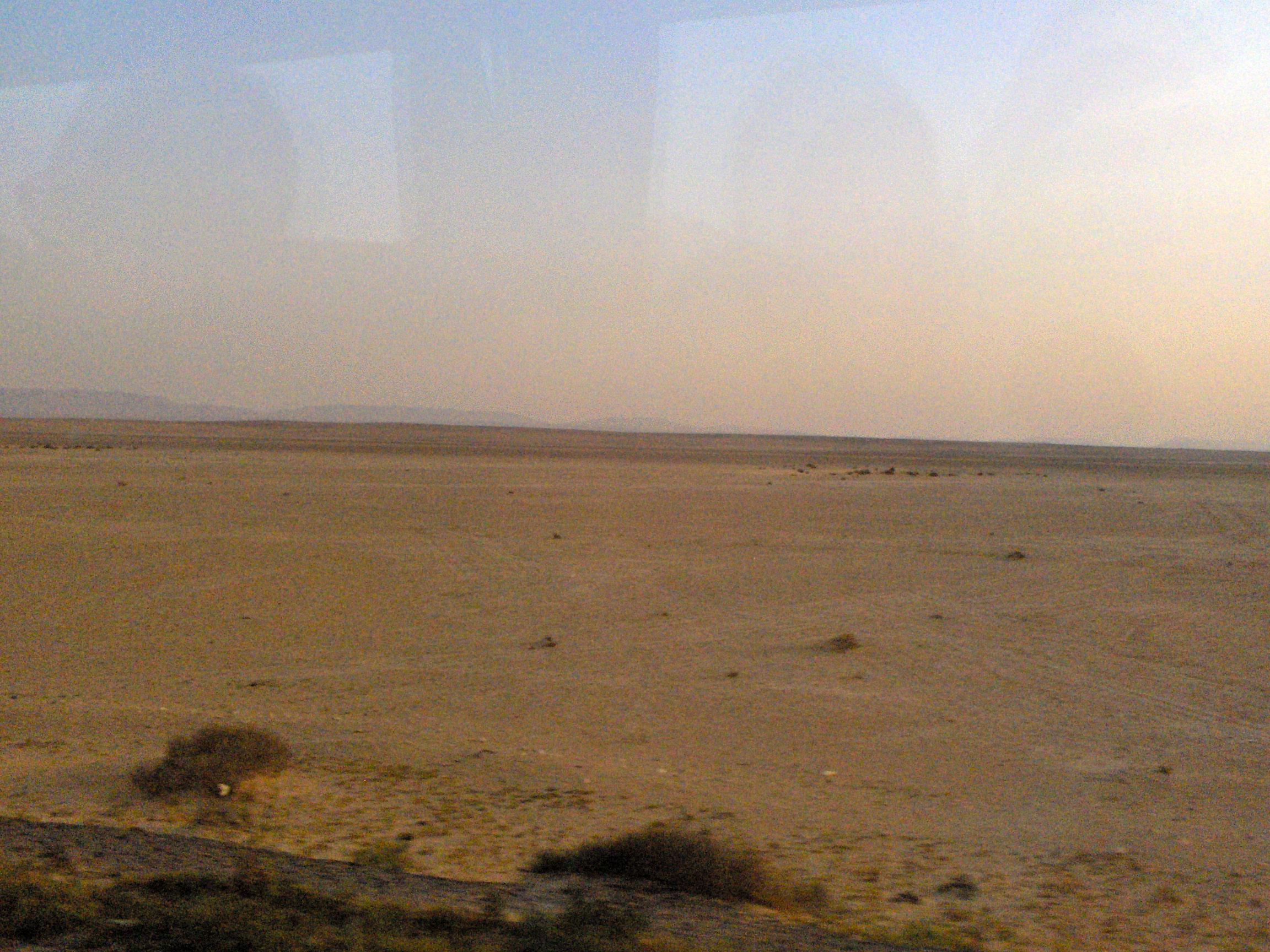
Il deserto siriano, nei pressi di Tadmor
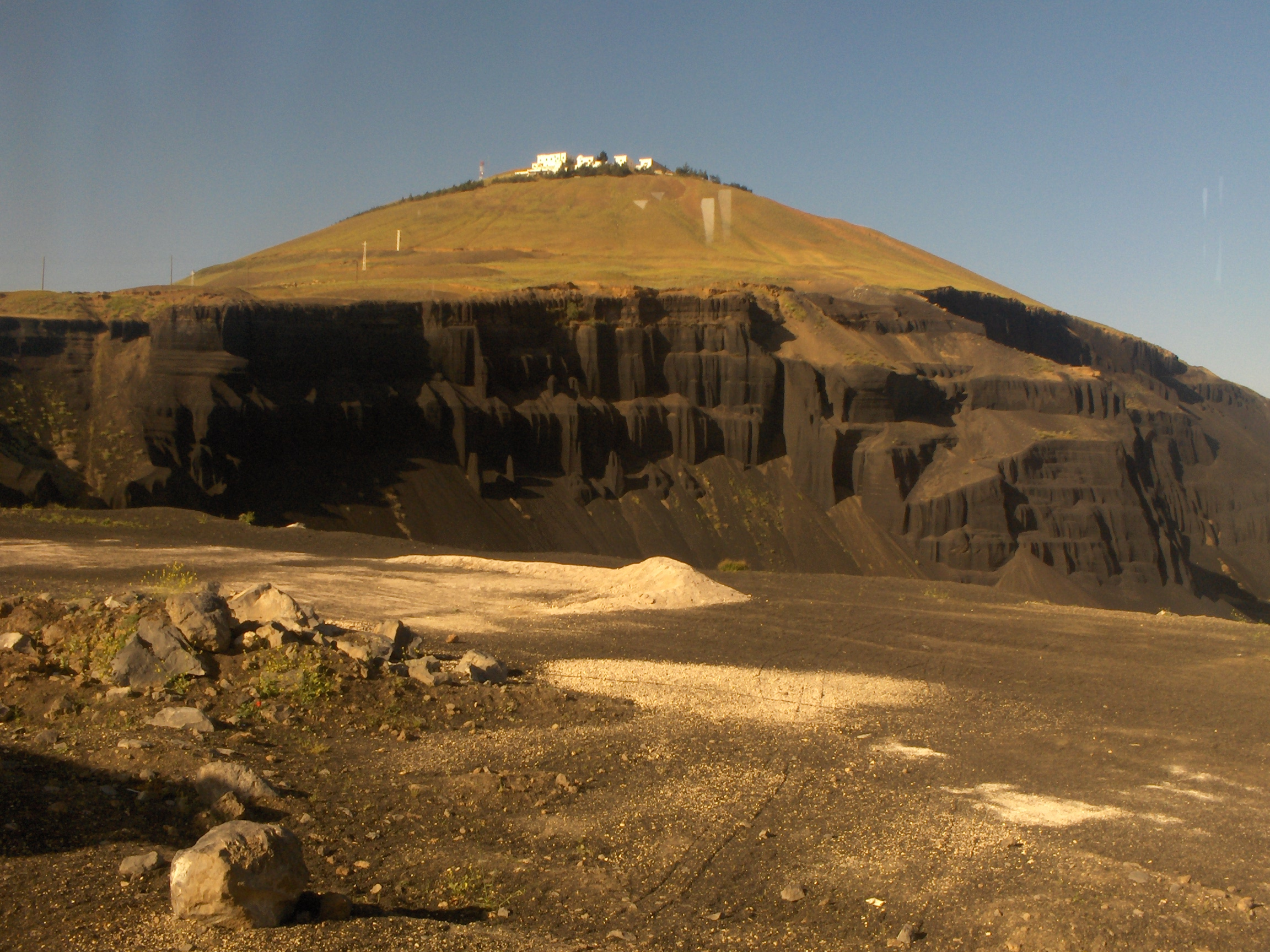
Cava di Basalto dismessa, a sud di Damasco
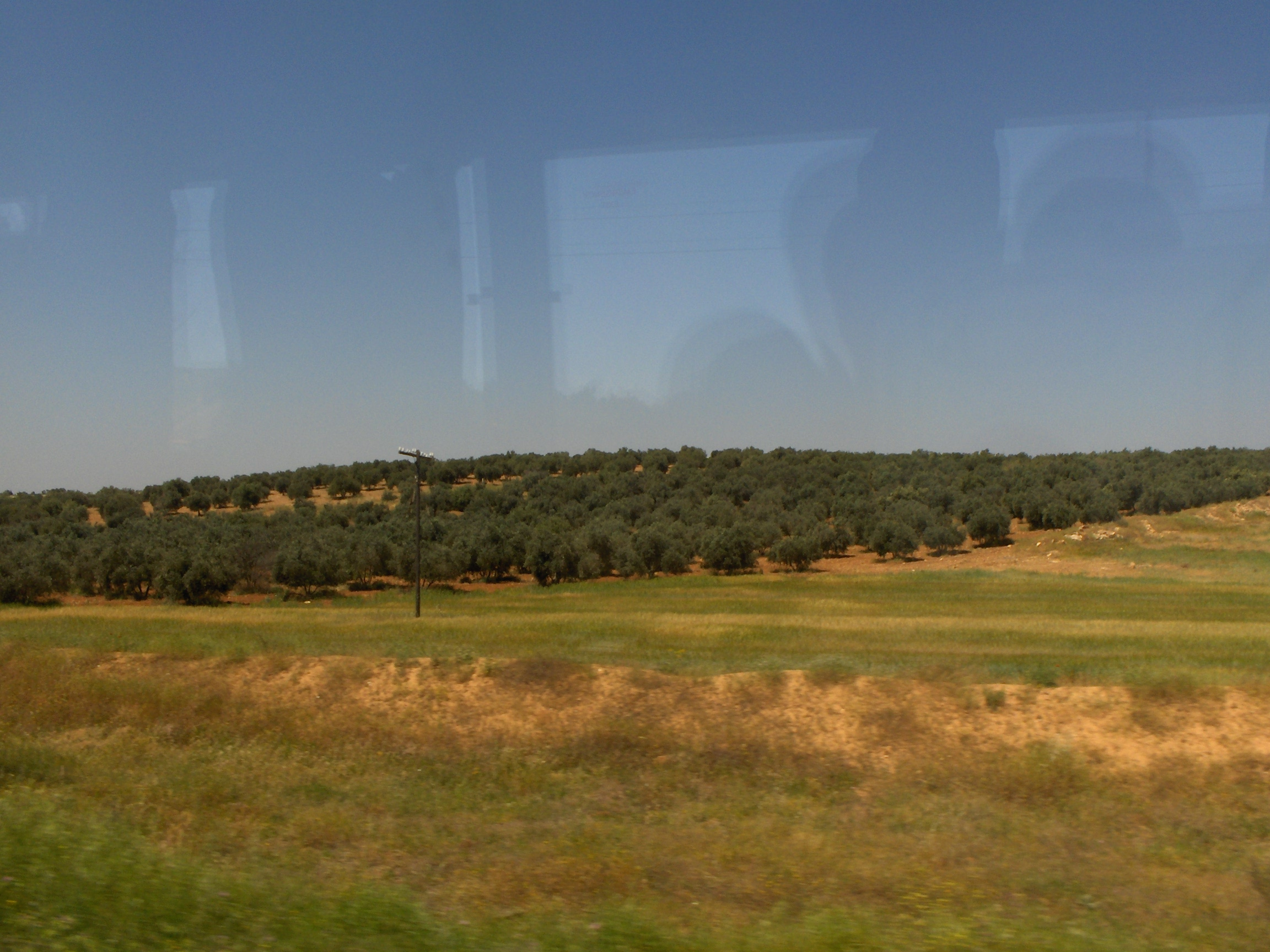
Coltivazioni al confine Siria-Giordania

## Società

### Demografia

Andamento della popolazione della Siria dal 1950 al 2020

La Siria contava nel 2019 una popolazione di circa 18500000 abitanti (esclusi i 6 milioni di rifugiati fuori dal Paese). La maggior parte della popolazione è concentrata nelle regioni occidentali e lungo la valle dell'Eufrate. La densità di popolazione complessiva in Siria è di circa 99 per chilometro quadrato. Secondo il World Refugee Survey 2008, pubblicato dal Comitato degli Stati Uniti per i rifugiati e gli immigrati, la Siria ha ospitato una popolazione di rifugiati e richiedenti asilo che contava circa 1 852 300 persone. La stragrande maggioranza di questa popolazione proveniva dall'Iraq (1 300 000), ma nel paese vivevano anche popolazioni considerevoli provenienti dalla Palestina (543 400) e dalla Somalia (5 200).

### Composizione etnica
I siriani sono nel complesso un popolo levantino indigeno, strettamente legato ai loro vicini immediati, come libanesi, palestinesi, giordani ed ebrei. Gli arabi rappresentano la grande maggioranza della popolazione. Una minoranza degli arabi siriani è data dai beduini. Il secondo gruppo etnico più grande in Siria è quello dei curdi, costituenti circa un decimo della popolazione e concentrati principalmente nelle regioni della Giazira, di Jarabulus e nel monte Curdo. Vaste comunità curde si sono stabilite a Damasco e ad Aleppo, dove si sono arabizzate. Sono per la grande maggioranza musulmani sunniti. Il terzo grande gruppo etnico del Paese è rappresentato dai turcomanni, i quali si suddividono in due gruppi: quelli rurali, che hanno conservato la lingua turca, e quelli urbani, prevalentemente arabizzati. Sono anch'essi per la grande maggioranza musulmani sunniti.

La composizione etnoreligiosa della Siria

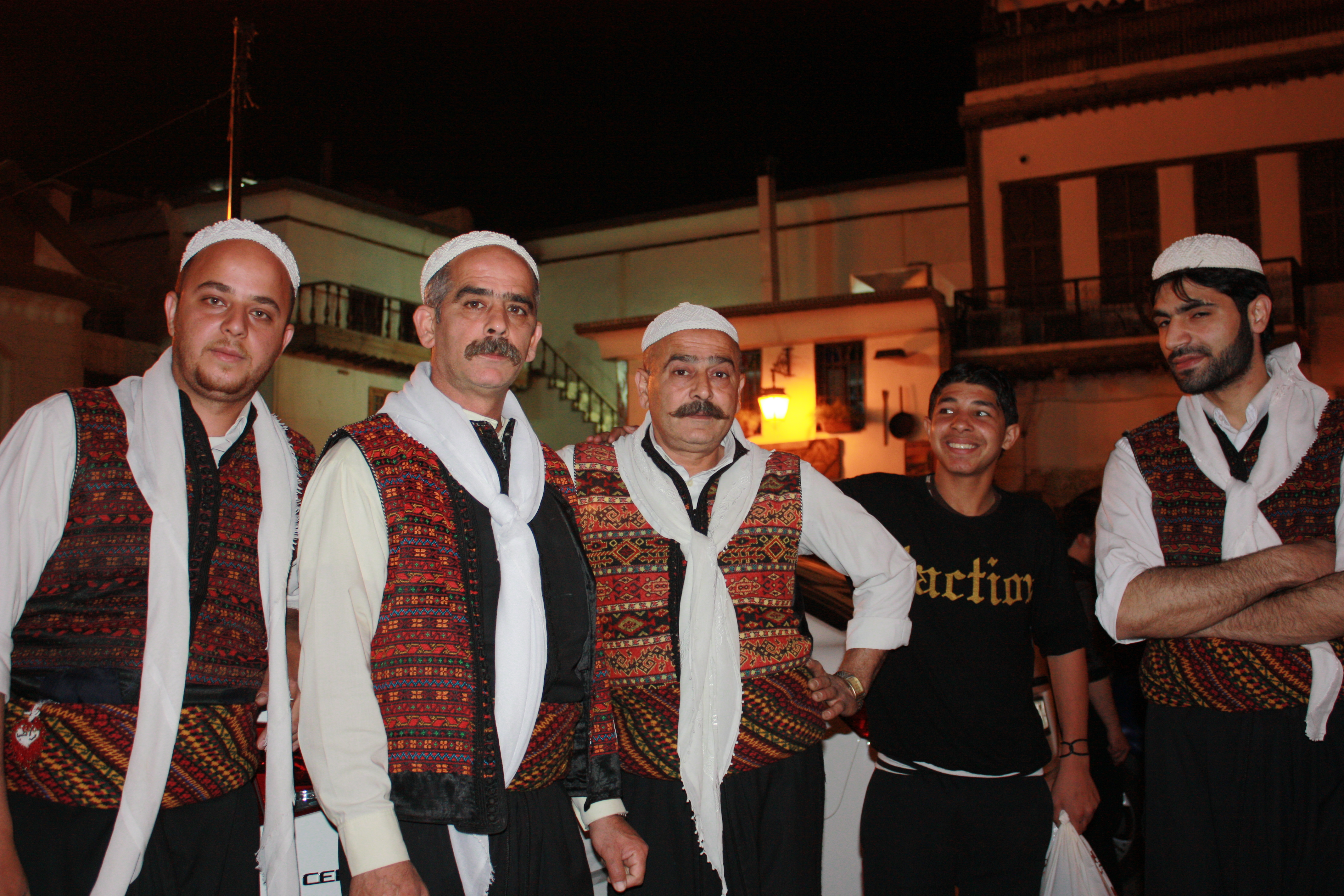
Abiti tradizionali siriani a Damasco

Altri gruppi etnici presenti in Siria sono gli armeni, di religione cristiana, presenti dall'antichità, ma giunti soprattutto nei primi decenni del XX secolo, e concentrati in maggioranza tra Aleppo e Damasco, i circassi, di religione musulmana sunnita e giunti dal Caucaso negli anni 1870, e gli assiri, di religione cristiana, giunti perlopiù nel 1933 dall'Iraq e concentrati principalmente tra le rive del fiume Khabur e ad al-Qamishli. Sono poi presenti greci, persiani, albanesi, bosgnacchi, pashtun, russi e georgiani, per la maggior parte arabizzati. La Siria un tempo ospitava una consistente popolazione di ebrei siriani, concentrata prevalentemente a Damasco, Aleppo e al-Qamishli, ed emigrati in massa tra il XIX e il XXI secolo.

### Lingue
La lingua ufficiale è l'arabo. I dialetti arabi parlati in Siria sono principalmente di tipo levantino, mentre nelle regioni orientali sono di tipo mesopotamico; i dialetti arabi sono parlati in diglossia con l'arabo standard. La lingua curda è parlata nelle regioni settentrionali nella variante kurmanji, mentre i turcomanni nelle regioni rurali parlano il turco. La lingua aramaica è parlata principalmente dagli assiri nel nord-est. Nei villaggi di Ma'lula, Jubb'adin e al-Sarkha è invece parlato l'aramaico occidentale. I circassi parlano il cabardo e l'adighè, mentre gli armeni parlano il dialetto armeno occidentale. Nelle scuole vengono anche insegnati l'inglese e il francese.

### Religioni
La grande maggioranza della popolazione è di fede musulmana, per circa i tre quarti sunnita; una certa minoranza dei musulmani appartiene ad altre correnti, prevalentemente sciite o di derivazione sciita, tra le quali gli alauiti, i duodecimani, gli ismailiti e i drusi. Circa un decimo della popolazione è di fede cristiana, aderente a svariate confessioni. Le principali chiese attive in Siria sono la Chiesa greco-ortodossa di Antiochia, la Chiesa greco-cattolica melchita, la Chiesa apostolica armena, la Chiesa ortodossa siriaca, la Chiesa maronita, la Chiesa cattolica sira, la Chiesa armeno-cattolica, la Chiesa cattolica caldea e la Chiesa assira d'Oriente. In passato vi era una comunità ebraica, emigrata completamente tra il XIX e il XXI secolo. Le materie inerenti allo status personale dei cittadini sono gestite dalle rispettive comunità religiose.

### Emigrazione
La Siria è stata a lungo caratterizzata da un'elevata emigrazione, che ha costituito una diaspora siriana, principalmente in America Latina. La più grande concentrazione della diaspora siriana al di fuori del mondo arabo è in Brasile, dove milioni di cittadini hanno origini arabe. Il Brasile è il primo paese dell'America a offrire visti umanitari ai rifugiati siriani. La maggior parte degli arabi argentini e venezuelani ha origini libanesi e siriane.
L'emigrazione dal Paese ha subito una brusca accelerazione a causa della guerra civile siriana, la quale ha causato circa dodici milioni di sfollati dei quali circa sei milioni sarebbero rifugiati all'estero, principalmente in Turchia, Libano e Giordania. Ciò ha comportato un considerevole calo demografico nella nazione oltre che una variazione della stessa composizione etnica. La guerra avrebbe infatti colpito in maniera considerevole alcune delle minoranze etnoreligiose, in particolare gli assiri e gli armeni.

## Cultura

### Letteratura
La letteratura siriana costituisce una delle principali espressioni della letteratura araba. Tra i principali letterati siriani delle letteratura araba nel medioevo emersero Al-Mutanabbi e Al-Ma'arri. Importanti contributi lo dettero la narrativa e il sufismo. La letteratura araba moderna trae le sue origini nella Nahda del XIX secolo, dei quali uno dei principali esponenti siriani fu Francis Marrash. Nel corso del XX secolo i letterati siriani contribuirono attraverso la letteratura sperimentale e la critica dei costumi. Tra i principali novellisti siriani del XX secolo emersero Hanna Mina, Abd al-Salam al-Ujayli, Colette Khoury, Ghada al-Samman e Ulfat Idlibi e tra i poeti Nizar Qabbani, Adonis e Muhammad al-Maghut.. Tra il XX e il XXI secolo spicca la figura dello scrittore e poeta Khaled Khalifa.

### Filosofia e teologia

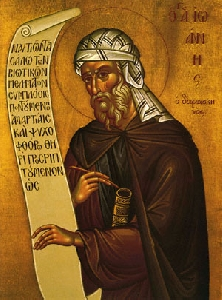
San Giovanni Damasceno, Dottore della Chiesa.

In ambito teologico importante la figura di Giovanni Damasceno, noto esponente del neoplatonismo

### Musica
In campo musicale, durante il XX secolo spiccarono le figure di Farid al-Atrash e della sorella Asmahan.

### Cinema
In ambito cinematografico spicca, tra gli altri, la regista Sudad Ka'dan, il cui film Nezouh - Il buco nel cielo (2022) ha avuto diversi premi internazionali.

### Istruzione
A partire dal XVIII secolo missionari europei aprirono scuole in tutto il paese, che attirarono membri della locale comunità cristiana. Le prime scuole pubbliche furono avviate negli anni 1830, durante l'occupazione egiziana. A partire dal 1869 le autorità ottomane istituirono un sistema educativo, in modo da limitare l'influenza politiche delle scuole missionarie europee. Nel 1903 a Damasco venne istituita la facoltà di medicina, nel 1920 una scuola preparatoria militare e nel 1919 la facoltà di legge. Durante il periodo mandatario, le autorità francesi favorirono i missionari cattolici, in particolare i gesuiti e i domenicani, tuttavia investirono poco nel settore dell'istruzione. Nel 1923, attraverso l'unione delle facoltà di medicina e di legge, venne istituita l'Università di Damasco.
In seguito all'indipendenza la maggior parte della popolazione siriana era analfabeta. I governi siriani nel corso dei decenni seguenti dedicarono gran parte del bilancio all'istruzione. Attraverso l'ampliamento del settore educativo i tassi di alfabetizzazione si alzarono drasticamente, raggiungendo il 94,4% negli anni 2010. L'istruzione primaria è gratuita e obbligatoria, mentre quella secondaria e universitaria sono anch'esse gratuite. L'accesso alle varie facoltà universitarie è determinato dagli esiti di un esame nazionale che si tiene al termine della scuola secondaria. Lo Stato siriano ha tendenzialmente favorito le materie scientifiche e tecniche. Le istituzioni educative private, perlopiù religiose, sono diffuse nel Paese, ma il loro ruolo è secondario rispetto a quelle statali. La guerra civile scoppiata del 2011 ha avuto effetti disastrosi nell'ambito dell'istruzione della generazione più giovane.

### Patrimoni dell'umanità
Alcuni siti della Siria sono stati iscritti nella Lista dei patrimoni dell'umanità dell'UNESCO.

### Missioni spaziali
- 22 luglio 1987: Muhammad Ahmed Faris è il primo siriano a volare nello spazio[51]

### Cucina
La cucina siriana è parte di quella levantina.

## Politica

### Ordinamento dello Stato
Attualmente, la Siria è amministrata sotto una Costituzione provvisoria che resterà in vigore per un quinquennio, nel mentre che si attui il processo di redazione di un testo definitivo e più ampio.
Amministrata in passato, sotto il regime degli Assad, per il tramite di una Costituzione di stampo ba'thista approvata nel 1973 e revisionata nel 2012 con un apposito referendum costituzionale (seppur ampiamente derogata dal colpo di Stato del 1963 fino 2011 e di nuovo dal 2012 dalla legge marziale, ufficialmente motivata dallo stato di guerra con Israele, poi dalla minaccia del terrorismo ed infine dalla Guerra civile siriana), essendo questa stata sospesa in data 30 gennaio 2025 (in seguito alla consolidazione del nuovo Governo di transizione siriano), il paese è rimasto privo di un’ufficiale legge fondamentale fino al 13 marzo 2025 quando, con la firma del Presidente ad interim Ahmad al-Shara', la Costituzione provvisoria è temporaneamente entrata in vigore, mantenendo l’impianto di una Repubblica presidenziale in attesa di nuove elezioni.
Ai sensi della carta provvisoria, dunque, il presidente della Repubblica, su cui è concentrato il potere esecutivo, deve essere musulmano, ma l'Islam non è religione ufficiale.
Egli ha il potere di:
- nominare i ministri, i funzionari pubblici e i vertici militari
- dichiarare guerra, legge marziale, amnistia
- promulgare leggi (soggette ad approvazione del Consiglio Popolare, con deroghe in caso di emergenza)

Il potere legislativo invece, esercitato fino al 2024 dal Consiglio del popolo, viene ora affidato ad un Consiglio popolare non eletto e da costituire, in cui 1/3 dei membri è nominato dal Presidente. Esso avrà poteri in materia di legislazione, bilancio e persino impeachment nei confronti dello stesso Presidente. Esso resterà operativo fino alle prime elezioni.
Nei riguardi della magistratura, poi, la Carta prevede il preminente utilizzo della Fiqh come fonte del diritto, ma in materia risulta abbastanza scarna.
Anche nei riguardi dei diritti umani, infine, la Carta costituzionale non sembra prevedere molte disposizioni, ma sembrerebbe assicurare i diritti delle donne, nonché vari diritti, tra cui le libertà di espressione e di stampa, ma “bilanciando le circostanze d’urgenza con le necessità dei cittadini”.

### Suddivisioni amministrative
Sebbene la nuova costituzione provvisoria non dica nulla in materia, la Siria è teoricamente divisa, amministrativamente, in 14 province o governatorati (ﻣﺤﺎﻓﻈﺎﺕ muḥāfaẓāt, singolare: محافظة muḥāfaẓa), dotati di consigli provinciali eletti (attualmente sospesi) e di governatori nominati dal governo nazionale:
1. Governatorato di Damasco (arabo: ﺩﻣﺸﻖ Dimašq)
2. Governatorato del Rif di Damasco (arabo: ریف دمشق Rīf Dimašq)
3. Governatorato di Quneitra (arabo: القنيطرة al-Qunayṭra)
4. Governatorato di Dar'a (arabo: درعا Darʿā)
5. Governatorato di As-Suwayda (arabo: السويداء al-Suwaydāʾ)
6. Governatorato di Homs o Emesa (arabo: حمص Ḥimṣ)
7. Governatorato di Tartus o Tortosa (arabo: طرطوس Ṭarṭūs)
8. Governatorato di Laodicea (arabo: اللاذقية al-Lādhiqīyya)
9. Governatorato di Hama o Epifània (arabo: حماه Ḥamā)
10. Governatorato di Idlib (arabo: ادلب Idlib)
11. Governatorato di Aleppo (arabo: ﺣﻠﺐ Ḥalab)
12. Governatorato di al-Raqqa (arabo: الرقة al-Raqqa)
13. Governatorato di Deir el-Zor (arabo: ﺩﻳﺮ ﺍﻟﺰﻭﺭ Dayr al-Zōr))
14. Governatorato di al-Hasaka (arabo: الحسكة al-Ḥasaka)

I governatorati sono divisi in distretti o aree (manātiq, sing.: mintaqa), 60 in tutto, e questi a loro volta in sottodistretti (nawahi, sing.: nahiya), 206 in tutto, che comprendono città, cittadine e villaggi.

### Città principali

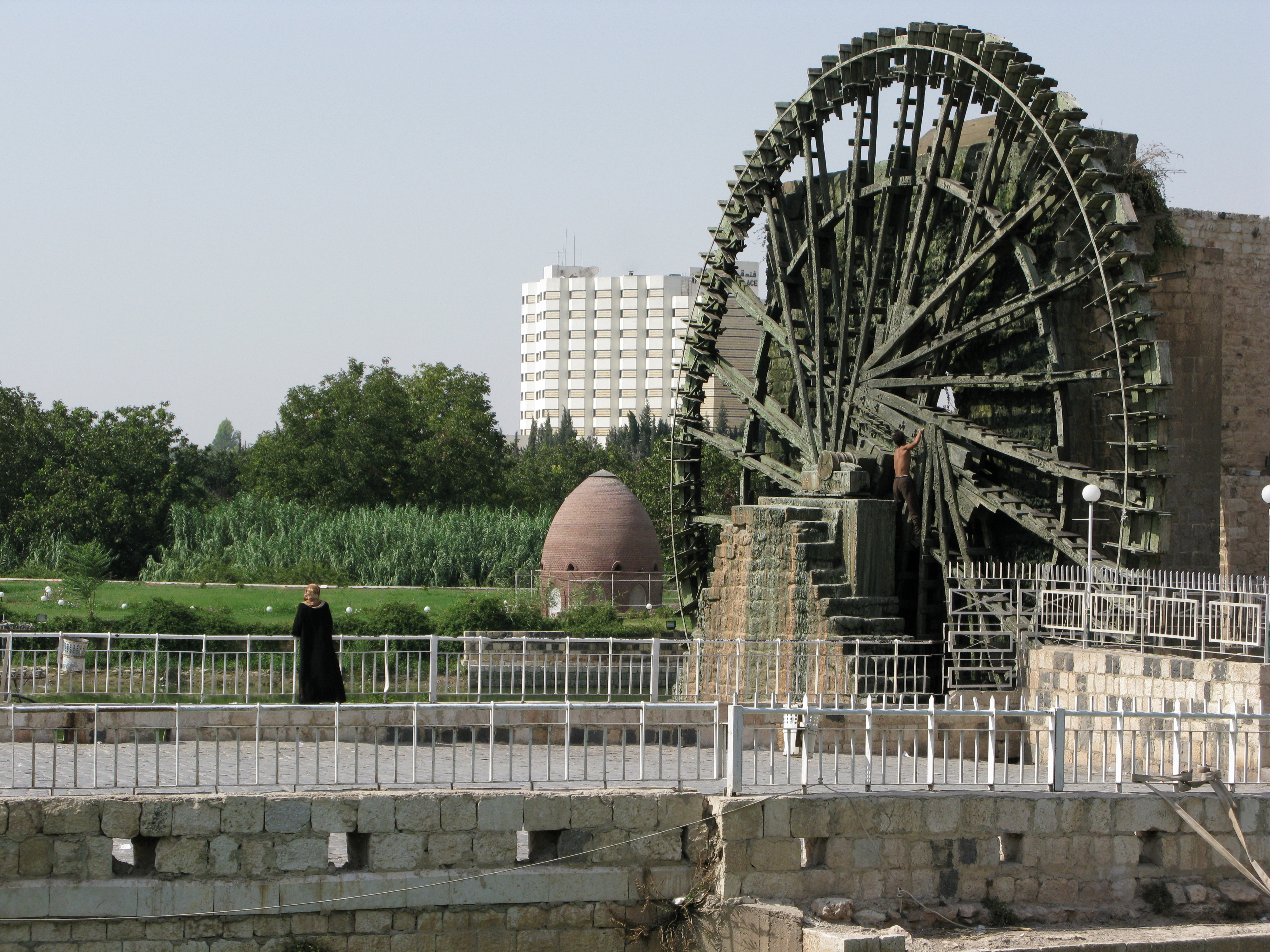
Le norie della città di Hama

Le città principali in ordine di abitanti sono:
| Città della Siria | Città della Siria    | Città della Siria | Città della Siria | Città della Siria | Città della Siria    | Città della Siria |
| n.                | Nome                 | Nome              | Abitanti          | Abitanti          | Provincia            |                   |
| n.                | Traslitterazione     | Originale         | Censimento 1981   | Stima 2006        | Provincia            |                   |
| ----------------- | -------------------- | ----------------- | ----------------- | ----------------- | -------------------- | ----------------- |
| 1.                | Damasco              | دمشق              | 1 112 214         | 1 580 909         | Damasco              |                   |
| 2.                | Aleppo               | حلب               | 985 413           | 1 626 218         | Aleppo               |                   |
| 3.                | Homs o Emesa         | حمص               | 346 871           | 798 781           | Homs o Emesa         |                   |
| 4.                | Hama o Epifània      | حماة              | 177 208           | 477 812           | Hama o Epifània      |                   |
| 5.                | Laodicea             | اللاذقية          | 196 791           | 347 026           | Laodicea             |                   |
| 6.                | Deir el-Zor          | دير الزور         | 92 091            | 252 588           | Deir el-Zōr          |                   |
| 7.                | al-Raqqa o Callinico | الرقة             | 87 138            | 182 394           | al-Raqqa o Callinico |                   |
| 8.                | al-Bab               | الباب             | 30 008            | 137 565           | Aleppo               |                   |
| 9.                | Idlib                | إدلب              | 51 682            | 135 619           | Idlib                |                   |
| 10.               | Dumā                 | دوما              | 51 337            | 114 761           | Rif di Damasco       |                   |
| 11.               | al-Safīra            | السفيرة           | 21 197            | 100 980           | Aleppo               |                   |
| 12.               | Salamiyya            | سلمية             | 35 909            | 98 595            | Hama                 |                   |
| 13.               | al-Hajar al-Aswad    | الحجر الأسود      | 23 563            | 92 267            | Rif di Damasco       |                   |
| 14.               | Tartus o Tortosa     | طرطوس             | 52 589            | 91 269            | Tartus o Tortosa     |                   |
| 15.               | al-Thawra            | الثورة            | 44 782            | 89 815            | al-Raqqa             |                   |
| 16.               | al-Qamishli          | القامشلي          | 92 990            | 86 129            | Hassaké              |                   |
| 17.               | al-Hasaka            | الحسكة            | 73 426            | 81 809            | Hassaké              |                   |
| 18.               | Ma'arrat al-Nu'man   | معرة النعمان      | 25 579            | 77 433            | Idlib                |                   |
| 19.               | Dar'a                | درعا              | 49 534            | 73 523            | Dar'a                |                   |
| 20.               | Dāriya               | داريا             | 34 048            | 73 362            | Rif di Damasco       |                   |
| 21.               | Manbij               | منبج              | 30 812            | 70 346            | Aleppo               |                   |
| 22.               | Jable                | جبلة              | 24 784            | 68 368            | Laodicea             |                   |
| 23.               | A'zaz                | اعزاز             | 16 557            | 60 737            | Aleppo               |                   |
| 24.               | al-Suwayda           | السويداء          | 43 414            | 60 533            | al-Suwaydāʾ          |                   |
| 25.               | Abu Kama             | أبو كمال          | 17 507            | 60 505            | Deir el-Zōr          |                   |

### Politica estera
Le alture del Golan, nel governatorato di Quneitra, sono state occupate da Israele nel 1967 durante la guerra dei sei giorni e annesse nel 1982. La Siria non ha mai riconosciuto l'annessione e fa della restituzione del Golan la condizione necessaria per la stipula di un trattato di pace.
La provincia di Hatay, in Turchia, il cui capoluogo è la storica città di Antiochia, è rivendicata dalla Siria come storicamente propria. Etnicamente mista da alcuni secoli, essa fu ceduta alla Turchia nel 1939, durante il mandato francese, senza che la Siria indipendente ne abbia mai riconosciuto la cessione.

## Sanità
Il sistema sanitario siriano è attualmente uno dei più sofferenti della regione: il 46% degli ospedali è stato distrutti nella guerra o è inservibile.
Al 2017 si stimava che oltre 15.000 medici fossero fuggiti dalla Siria, rappresentando quasi la metà dei medici presenti nel paese prima della guerra civile. I pochi medici rimasti in Siria generalmente non hanno modo di affrontare le emergenze di pronto soccorso.
Prima dell'inizio della guerra civile nel 2011, la copertura vaccinale per i bambini sotto un anno era superiore al 95%. Tuttavia, a causa delle ostilità, questa percentuale è scesa al 68% nel 2012. Questa riduzione ha favorito il ritorno di malattie come la poliomielite, con un'epidemia registrata nel 2013. Prima di allora, l'ultimo caso autoctono di polio in Siria risaliva al 1995, e l'ultimo caso importato al 1999. La guerra ha ostacolato l’accesso ai servizi sanitari, interrotto le campagne di vaccinazione e danneggiato le infrastrutture essenziali, rendendo difficile mantenere la catena del freddo necessaria per la conservazione dei vaccini.
Dal 2019 al 2024 l'aspettativa di vita in Siria si è ridotta di 15 anni per gli uomini e di 10 per le donne.
Operano in Siria numerose associazioni per i servizi umanitari, tra le quali Save the Children e Islamic Relief.

## Economia
La Siria è considerata un Paese in via di sviluppo. A partire dall'indipendenza del Paese l'economia della Siria attraversò diverse fasi: una capitalista dal 1946 al 1961, nella quale venne sviluppato il settore agricolo attraverso investimenti privati e il settore dei trasporti attraverso investimenti pubblici, e una socialista dal 1961 al 1989, nella quale vennero implementati un'ampia riforma agraria, la costruzione della diga di Tabqa, piani quinquennali e l'ampliamento del settore pubblico in ambito bancario, industriale e commerciale; il sistema socialista rafforzò il partito Ba'th, ma non contribuì particolarmente allo sviluppo economico; ampi aiuti provennero dai Paesi arabi del golfo e il settore petrolifero venne sviluppato grazie all'appoggio di imprese occidentali. Negli anni 1980 la corruzione mise in difficoltà lo sviluppo del Paese. A partire dal 1989 il presidente Hafiz al-Asad implementò riforme economiche di stampo liberista, rafforzate poi dopo il 2000 dal figlio Bashar.
L'economia è oggi di tipo misto con un massiccio intervento pubblico nell'economia; rivestono tuttora notevole importanza le attività agricole e pastorali. Il petrolio, non particolarmente abbondante, riesce comunque a soddisfare buona parte della domanda interna. Lo sviluppo dell'economia è ostacolato da un assetto della regione ancora instabile e da una posizione politica poco chiara nella lotta nell'ambito della politica internazionale. La Siria venne sottoposta a varie sanzioni economiche a partire dal 2011 da Unione europea, Stati Uniti d'America, Lega araba e da vari altri Paesi: esse comprendono un embargo sul petrolio, il congelamento dei beni finanziari dello Stato e delle figure governative, il divieto di esportazione di determinati beni e restrizioni in materia di trasferimento di denaro. Benché gli aiuti umanitari siano esclusi dalle sanzioni, queste hanno avuto un impatto indiretto sul prezzo dei prodotti alimentari e sull'accesso a determinati beni sanitari e medici, in particolare a causa delle sanzioni o delle complesse procedure legali imposte alle entità che commerciano con la Siria e alle banche e intermediari finanziari che gestiscono i trasferimenti denaro che coinvolgono il Paese. Ciò ha causato, di conseguenza, problemi gravi alla stessa popolazione siriana.

### Risorse
- Produzione di energia elettrica: 23260 GWh.
- Petrolio: 522 700 b/g, consumo interno 265 000 b/g.

### Turismo

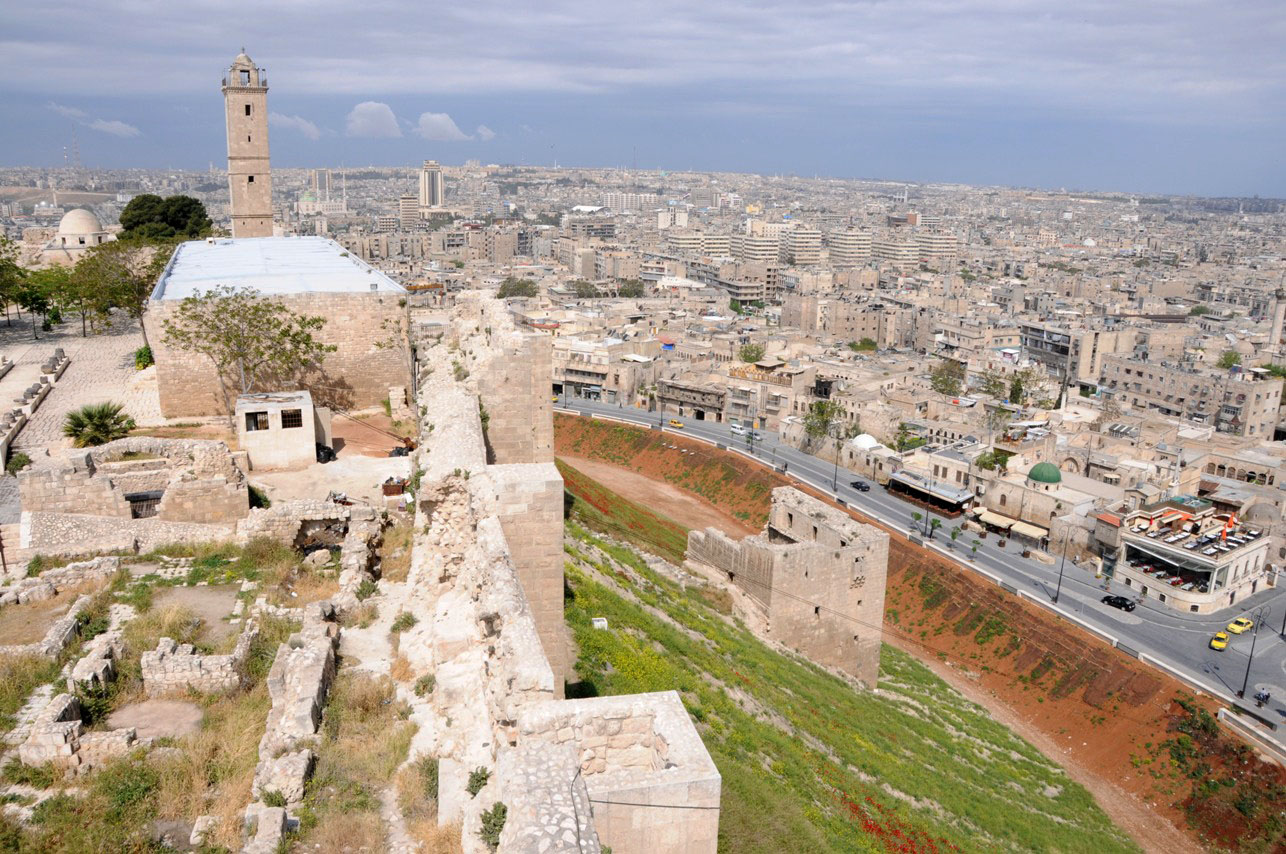
Panorama della città vecchia e nuova di Aleppo

Il turismo in Siria nacque a partire dagli anni 1840, quando il Paese cominciò a rappresentare una meta per i turisti occidentali che visitavano la Terra santa e l'Egitto. L'industria del turismo venne organizzata dallo Stato a partire dagli anni 1970 e crebbe a partire dal 1986 grazie alle riforme liberiste intraprese dal governo. Il numero dei turisti passò dai circa 550000 all'anno a metà anni 1980 a quasi tre milioni a metà anni 1990. La maggior parte dei turisti proveniva dal resto del mondo arabo, in particolare dai Paesi arabi del golfo, oltre che dall'Iran. Le principali attrattive turistiche sono rappresentate dai siti archeologici di Palmira e Ugarit, dalla città cristiana di Ma'lula, dal Krak dei Cavalieri e dai centri storici di Damasco, Aleppo e Hama. Sotto Bashar al-Asad vennero attuati ampi investimenti per rafforzare il turismo. La guerra civile scoppiata nel 2011 ebbe effetti devastanti sul turismo in Siria.

## Trasporti
Gli aeroporti civili in Siria sono quello internazionale di Damasco, quello internazionale di Aleppo, quello internazionale di Laodicea, di Deir el-Zor, di Damasco-al-Mazzah, di al-Qamishli, di Palmira, di Rasin el-Abud e di Tabqa.

## Sport

### Giochi olimpici
La prima medaglia d'oro olimpica per la Siria fu conquistata da Ghada Shouaa, nell'eptathlon, ai Giochi olimpici di Atlanta 1996. La prima medaglia olimpica fu la medaglia d'argento vinta dal lottatore Joseph Atiyeh, nei pesi massimi, ai Giochi olimpici di Los Angeles 1984.

### Atletica leggera
Nell'eptathlon Ghada Shouaa è stata campionessa mondiale nel 1995 a Göteborg, in Svezia.

### Calcio
Nel 2012 la nazionale di calcio della Siria si è aggiudicata la Coppa dell'Asia occidentale, battendo in finale l'Iraq.

## Ricorrenza nazionale
- 17 aprile: Īd al-Ğalā': Giorno dell'indipendenza o Giornata dell'evacuazione, dal dominio della Francia: commemora l'evacuazione dell'ultimo soldato francese, la proclamazione della piena indipendenza dello Stato e la fine del Mandato francese della Siria, 1946.

## Forze armate
Il presidente della Siria è il comandante in capo delle forze armate siriane, divise tra Esercito Arabo Siriano, Marina Militare Araba Siriana, Aeronautica Militare Araba Siriana, Forze Aeree di Difesa Arabe Siriane, Polizia e Forze di Sicurezza.